# Liste der Monuments historiques in Montigny-sur-Loing
Die Liste der Monuments historiques in Montigny-sur-Loing führt die Monuments historiques in der französischen Gemeinde Montigny-sur-Loing auf.

## Liste der Bauwerke
| Bezeichnung                    | Beschreibung | Standort                      | Kennzeichnung | Schutzstatus | Datum | Bild           |
| ------------------------------ | ------------ | ----------------------------- | ------------- | ------------ | ----- | -------------- |
| Kirche Saint-Pierre-Saint-Paul |              | (Lage)                        | PA00087131    | Inscrit      | 1926  | weitere Bilder |
| Denkmal für Tadeusz Kościuszko |              | Route de Fontainebleau (Lage) | PA00125457    | Inscrit      | 1993  | weitere Bilder |

## Liste der Objekte
Zum Verständnis siehe: Kirchenausstattung
- Monuments historiques (Objekte) in Montigny-sur-Loing in der Base Palissy des französischen Kultusministeriums